# Swertia tosaensis
Swertia tosaensis är en gentianaväxtart som beskrevs av Tomitaro Makino. Swertia tosaensis ingår i släktet Swertia och familjen gentianaväxter. Inga underarter finns listade i Catalogue of Life.